# Grækerkvarteret
 Der er for få eller ingen kildehenvisninger i denne artikel, hvilket er et problem. Du kan hjælpe ved at angive troværdige kilder til de påstande, som fremføres i artiklen.

Grækerkvarteret er et villakvarter i Hvidovre. 

## Geografi og vejnavne
Kvarteret afgrænses mod nord af Brostykkevej, mod øst af Hvidovrevej, mod syd af Gl. Køge Landevej og mod vest af Avedøre Havnevej.
De fleste veje i Grækerkvarteret er opkaldt efter græske guder eller helte. Fx Zeus Boulevard, Helenas Alle og Odysseus Alle.
Den aller sydligste del af Grækerkvarteret passeres af S-banen (linje A og E). På den anden side ligger Ajax Alle, som også tilhører Grækerkvarteret.

## Skole
Folkeskolen, som hører til Grækerkvarteret, er i 2024-2025 Dansborgskolen.Dansborgskolen Skoledistriktet indkluderer Grækerkvarteret samt villakvarteret Svendebjergkvarteret, og skolen ligger lige ved Hvidovre Stadion.